# Coupe Anderson
La Coupe Anderson (en anglais : Anderson Cup) est un trophée remis annuellement depuis 1980 au champion de la saison régulière dans la United States Hockey League.
Le trophée fut nommé en l'honneur de Harold Anderson, un homme qui fut très influent dans la création de la Ligue de hockey junior du midwest, prédécesseur de la USHL. 

## Gagnant du trophée
| Saison    | Vainqueur                                   | Points |
| --------- | ------------------------------------------- | ------ |
| 1979-1980 | Nordiques de Hennepin                       | 60     |
| 1980-1981 | Fighting Saints de Dubuque                  | 77     |
| 1981-1982 | Musketeers de Sioux City                    | 61     |
| 1982-1983 | Fighting Saints de Dubuque                  | 79     |
| 1983-1984 | Vulcans de Saint-Paul/Twin Cites            | 77     |
| 1984-1985 | Mavericks d'Austin                          | 79     |
| 1985-1986 | Musketeers de Sioux City                    | 84     |
| 1986-1987 | Mustangs de Rochester                       | 76     |
| 1987-1988 | Flyers de Thunder Bay                       | 81     |
| 1988-1989 | Flyers de Thunder Bay                       | 82     |
| 1989-1990 | Lancers d'Omaha                             | 73     |
| 1990-1991 | Flyers de Thunder Bay                       | 77     |
| 1991-1992 | Flyers de Thunder Bay                       | 74     |
| 1992-1993 | Lancers d'Omaha                             | 74     |
| 1993-1994 | Buccaneers de Des Moines                    | 72     |
| 1994-1995 | Buccaneers de Des Moines                    | 81     |
| 1995-1996 | Gamblers de Green Bay                       | 67     |
| 1996-1997 | Gamblers de Green Bay                       | 84     |
| 1997-1998 | Buccaneers de Des Moines                    | 82     |
| 1998-1999 | Buccaneers de Des Moines                    | 97     |
| 1999-2000 | Stars de Lincoln                            | 83     |
| 2000-2001 | Stars de Lincoln                            | 92     |
| 2001-2002 | Lancers d'Omaha                             | 95     |
| 2002-2003 | Stars de Lincoln                            | 83     |
| 2003-2004 | Storm de Tri-City                           | 91     |
| 2004-2005 | RoughRiders de Cedar Rapids Lancers d'Omaha | 89     |
| 2005-2006 | Stampede de Sioux Falls                     | 90     |
| 2006-2007 | Black Hawks de Waterloo                     | 82     |
| 2007-2008 | Lancers d'Omaha                             | 91     |
| 2008-2009 | Gamblers de Green Bay                       | 82     |
| 2009-2010 | Gamblers de Green Bay                       | 95     |
| 2010-2011 | RoughRiders de Cedar Rapids                 | 90     |
| 2011-2012 | Gamblers de Green Bay                       | 98     |
| 2012-2013 | Fighting Saints de Dubuque                  | 98     |
| 2013-2014 | Black Hawks de Waterloo                     | 93     |
| 2014-2015 | Phantoms de Youngstown                      | 86     |

## Équipes le plus titré
1. Gamblers de Green Bay - 5
2. Lancers d'Omaha - 5
3. Buccaneers de Des Moines - 4
4. Flyers de Thunder Bay - 4
5. Fighting Saints de Dubuque - 3
6. Stars de Lincoln - 3
7. RoughRiders de Cedar Rapids - 2
8. Musketeers de Sioux City - 2
9. Black Hawks de Waterloo - 2
10. Mavericks d'Austin - 1
11. Nordiques de Hennepin - 1
12. Mustangs de Rochester - 1
13. Vulcans de Saint-Paul/Twin Cites - 1
14. Stampede de Sioux Falls - 1
15. Storm de Tri-City - 1
16. Phantoms de Youngstown - 1